# Helios Białystok
DTS Helios Białystok – polski klub futsalowy z Białegostoku. Od sezonu 2021/2022 żeńska drużyna seniorek występuje w I lidze grupie północnej; wcześniej, w sezonie 2021/2022, rywalizowała w Ekstralidze, najwyższym poziomie rozgrywkowym w Polsce.
Sekcja męska obecnie nie bierze udziału w rozgrywkach ligowych. W 2015 roku drużyna mężczyzn U-14 zdobyła złoty medal Mistrzostw Polski, będąc gospodarzem turnieju finałowego. W sezonie 2013/2014 zespół mężczyzn dotarł do ćwierćfinału Pucharu Polski. Wcześniej, od sezonu 2012/2013, męska drużyna występowała w I lidze grupie północnej.
Zarząd: prezes Kamila Ponimasz, w-ce prezes Piotr Mystkowski, w-ce prezes Grzegorz Spychała, w-ce prezes Justyna Kalinowska Jenda, sekretarz Piotr Ponimasz, skarbnik Kamila Ponimasz.

## Historia
Początki futsalu w Białymstoku związane są z działalnością klubu zawiązanego w 1998 roku - DTS (Dzielnicowe Towarzystwo Sportowe) Helios Białystok. Klub początkowo funkcjonował jako stowarzyszenie organizujące rozgrywki sportowe dla młodzieży z dzielnicy Słoneczny Stok. Nazwa "Helios" nawiązuje do greckiego boga słońca, co jest odniesieniem do nazwy dzielnicy. Założycielem i wieloletnim prezesem Heliosu był Leszek Łuckiewicz.
W dniu 13 stycznia 1999 roku DTS Helios zostało wpisane do rejestru stowarzyszeń kultury fizycznej, decyzją Sądu Okręgowego w Białymstoku pod numerem SZS A-86. Powołane Stowarzyszenie było pierwszym, które systematycznie organizowało turnieje piłkarskie dla dzieci i młodzieży według zasad i przepisów futsalu. W dniu 18.04.2005 roku Sąd Rejonowy Sąd Gospodarczy w Białymstoku pod numerem 0000232590 wpisał Dzielnicowe Towarzystwo Sportowe „Helios” do Krajowego Rejestru Sądowego.
W okresie 1999 – 2013 klub zorganizował min. 46 turniejów, 12 meczów międzypaństwowych, 23 Pucharu Polski i wiele innych imprez o charakterze masowym. W sezonie 2001/2002 występował w rozgrywkach Polskiej II Ligi Futsalu, a w drużynie grali m.in.: Robert Spejchler, Mariusz Dzienis, Łukasz Tupalski, Kamil Ulman, Krzysztof Łągiewka, Jarosław Gierejkiewicz, Przemysław Papiernik, Robert Kucharczyk.

### Fuzja
W roku 2020 doszło do fuzji DTS Helios z klubem Bonito Białystok. Od sezonu 2020/21 drużyna funkcjonowała pod nazwą Bonito-Helios. Przed sezonem 2023/2024 powstał nowy organ zarządzający – Uczniowski Klub Sportowy BAF Bonito Białystok – który przejął licencję na grę w 1. lidze futsalu od DTS Helios i gra pod nazwą BAF Bonito Białystok.

## Sekcja żeńska
Zespół rozgrywka swoje mecze w halach sportowych: Szkoły Podstawowej nr. 49 w Białymstoku, ul. Armii Krajowej 32, Szkoły Podstawowej nr 24 w Białymstoku, ul. Antoniuk Fabryczny 5/7.
W sezonie 2020/2021 drużyna awansowała do Ekstraligi kobiet; skład zespołu w tamtym czasie przedstawiał się następująco: Katarzyna Bryk, Anita Kulesza, Justyna Kalinowska - Jenda, Anna Wierzbicka, Ewelina Zaczeniuk, Karolina Choińska, Paulina Czyżewska, Kinga Słowikowska, Monika Słowikowska, Joanna Baranowska, Sylwia Nowak, Stefania Sylwester, Zuzanna Sacharewicz, Daria Dąbrowska, Natalia Tarasiuk, Dominika Szermuszyn, Łucja Majewska, Emilia Gawryluk - fizjoterapeuta, Bartosz Łuckiewicz - trener.

## Sezony

### Sezony futsalu - sekcja męska
| Poziomy rozgrywkowe | Poziomy rozgrywkowe | Poziomy rozgrywkowe | Poziomy rozgrywkowe | Poziomy rozgrywkowe | Sezony, opis      | Sezony, opis | Sezony, opis | Sezony, opis | Sezony, opis | Sezony, opis | Sezony, opis | Sezony, opis | Sezony, opis | Sezony, opis  | Sezony, opis | Nazwa         |
| I                   | II                  | III                 | IV                  | Sezon               | Liga              | Me.          | Pkt          | B+           | B-           | M.           | Z.           | R.           | P.           | Uwagi         | PP           | Nazwa         |
| ------------------- | ------------------- | ------------------- | ------------------- | ------------------- | ----------------- | ------------ | ------------ | ------------ | ------------ | ------------ | ------------ | ------------ | ------------ | ------------- | ------------ | ------------- |
| I                   | II                  | III                 |                     | 2001/2002           | II liga (gr. I)   | 4(5)         | 27           | 48           | 32           | 20           |              |              |              | [ 10 ]        | -            | Helios        |
| I                   | II                  | III                 |                     | 2002/2003           | III liga (reg.)   |              | b.d.         |              |              |              |              |              |              |               | -            | Helios        |
| I                   | II                  | III                 |                     | 2003/2004           | III liga (reg.)   |              | b.d.         |              |              |              |              |              |              |               | -            | Helios        |
| I                   | II                  | III                 |                     | 2004/2005           | III liga (reg.)   |              | b.d.         |              |              |              |              |              |              |               | II run.      | Helios        |
| I                   | II                  | III                 |                     | 2005/2006           | III liga (reg.)   |              | b.d.         |              |              |              |              |              |              |               | 1/16         | Helios        |
| I                   | II                  | III                 |                     | 2006/2007           | III liga (reg.)   |              | b.d.         |              |              |              |              |              |              |               | II f.gr.     | Helios        |
| I                   | II                  | III                 |                     | 2007/2008           | III liga (reg.)   |              | b.d.         |              |              |              |              |              |              |               | II f.gr.     | Helios        |
| E                   | I                   | II                  | III                 | 2008/2009           | III liga (reg.)   |              | b.d.         |              |              |              |              |              |              |               | -            | Helios        |
| E                   | I                   | II                  | III                 | 2009/2010           | III liga (reg.)   |              | b.d.         |              |              |              |              |              |              |               | -            | Helios        |
| E                   | I                   | II                  | III                 | 2010/2011           | II liga (gr. IV)  | 2(6)         | 38           | 107          | 56           | 20           | 12           | 2            | 6            | [ 11 ]        | -            | Helios        |
| E                   | I                   | II                  | III                 | 2011/2012           | II liga (gr. IV)  | 1(?)         | b.d.         |              |              |              |              |              |              |               | -            | Helios        |
| E                   | I                   | II                  | III                 | 2012/2013           | I liga (gr.płn.)  | 6(8)         | 21           | 50           | 34           | 14           | 6            | 3            | 5            | [ 12 ]        | 1/16         | Elhurt-Helios |
| E                   | I                   | II                  | III                 | 2013/2014           | I liga (gr.płn.)  | 7(8)         | 14           | 33           | 36           | 14           | 2            | 8            | 4            | [ 13 ]        | 1/4          | Elhurt-Helios |
| E                   | I                   | II                  | III                 | 2014/2015           | I liga (gr.płn.)  | 7(10)        | 20           | 34           | 47           | 18           | 5            | 5            | 8            | [ 14 ]        | 1/16         | Elhurt-Helios |
| E                   | I                   | II                  | III                 | 2015/2016           | I liga (gr.płn.)  | 8(12)        | 28           | 66           | 77           | 22           | 9            | 1            | 12           | [ 15 ]        | 1/8          | Helios        |
| E                   | I                   | II                  | III                 | 2016/2017           | I liga (gr.płn.)  | 9(12)        | 26           | 71           | 75           | 21           | 7            | 5            | 9            | [ 16 ]        | 1/32         | Helios        |
| E                   | I                   | II                  | III                 | 2017/2018           | I liga (gr.płn.)  | 3(12)        | 45           | 72           | 53           | 22           | 14           | 3            | 5            | [ 17 ]        | 1/32         | Helios        |
| E                   | I                   | II                  | III                 | 2018/2019           | I liga (gr.płn.)  | 11(12)       | 21           | 62           | 87           | 22           | 6            | 3            | 13           | [ 18 ] [ 19 ] | 1/16         | Helios        |
| E                   | I                   | II                  | III                 | 2019/2020           | II liga (gr. I)   | b.d.         | b.d.         |              |              |              |              |              |              |               | b.d.         | Helios        |
| E                   | I                   | II                  | III                 | 2020/2021           | II liga (gr. I)   | b.d.         | b.d.         |              |              |              |              |              |              |               | 1/32         | Bonito-Helios |
| E                   | I                   | II                  | III                 | 2021/2022           | II liga (gr. I)   | 1(?)         | b.d.         |              |              |              |              |              |              | [ 20 ]        | -            | Bonito-Helios |
| E                   | I                   | II                  | III                 | 2022/2023           | I liga (gr. płn.) | 10(12)       | 23           | 80           | 104          | 22           | 7            | 2            | 13           | [ 21 ] [ 22 ] | 1/16         | Benito-Helios |
| E                   | I                   | II                  | III                 | 2023/2024           | I liga (gr. płn.) | 11(12)       | 18           | 65           | 114          | 22           | 6            | 0            | 16           | [ 23 ] [ 24 ] | 1/32         | Benito-Helios |

### Sezony futsalu - sekcja żeńska
| Poziomy rozgrywkowe | Poziomy rozgrywkowe | Poziomy rozgrywkowe | Poziomy rozgrywkowe | Poziomy rozgrywkowe | Sezony, opis          | Sezony, opis | Sezony, opis | Sezony, opis | Sezony, opis | Sezony, opis | Sezony, opis | Sezony, opis | Sezony, opis | Sezony, opis | Sezony, opis | Nazwa  |
| I                   | II                  | III                 | IV                  | Sezon               | Liga                  | Me.          | Pkt          | B+           | B-           | M.           | Z.           | R.           | P.           | Uwagi        | PP           | Nazwa  |
| ------------------- | ------------------- | ------------------- | ------------------- | ------------------- | --------------------- | ------------ | ------------ | ------------ | ------------ | ------------ | ------------ | ------------ | ------------ | ------------ | ------------ | ------ |
| E                   | I                   | II                  | III                 | 2020/2021           | I liga (gr. płn.)     | 1(5)         | 16           | 21           | 16           | 8            |              |              |              | [ 25 ]       | b.d.         | Helios |
| E                   | I                   | II                  | III                 | 2021/2022           | Ekstraliga (gr. płn.) | 6(6)         | 0            | 16           | 67           | 10           | 0            | 0            | 10           | [ 26 ]       | b.d.         | Helios |
| E                   | I                   | II                  | III                 | 2022/2023           | I liga (gr. płn.)     | b.d.         | b.d.         |              |              |              |              |              |              |              | b.d.         | Helios |
| E                   | I                   | II                  | III                 | 2023/2024           | I liga (gr. płn.)     | b.d.         | b.d.         |              |              |              |              |              |              |              | b.d.         | Helios |
| E                   | I                   | II                  | III                 | 2024/2025           | I liga (gr. płn.)     | 3(7)         | 21           | 53           | 42           | 12           | 7            | 0            | 5            | [ 27 ]       | b.d.         | Helios |